# 弗里茨·施门克尔
弗里茨·施门克尔（德語：Fritz Schmenkel，1916年2月14日—1944年2月22日），德国共产主义者，1941年11月，在苏德战争中投诚苏联，1943年12月，施门克尔被德軍補獲，1944年2月15日被判处死刑，一周后被处决。